# خافيير أرياس ستيلا
خافيير أرياس ستيلا (بالإسبانية: Javier Arias Stella) هو عالم أمراض بيروفي، ولد في 2 أغسطس 1924 في ليما في بيرو.